# Muzeum Volkswagena w Pępowie
Muzeum Volkswagena – prywatne muzeum położone we wsi Pępowo (powiat kartuski). Największe muzeum samochodów tej marki w Polsce i Europie Środkowej. Placówka działa przy Galerii Pępowo, oferującej pokoje noclegowe oraz organizację szkoleń i eventów.
W skład kolekcji wchodzi ponad 50 pojazdów samochodowych, w większości marki Volkswagen. Są wśród nich m.in. następujące modele:
- Volkswagen Typ 1 (Garbus)
- VW typ 82 Kübelwagen
- Volkswagen Typ 2 Transporter T1 (popularny „Ogórek”)
- Volkswagen Golf I (popularny „Królik”)
- Volkswagen K70

Ponadto w muzeum zobaczyć można liczącą ponad 1000 eksponatów kolekcję miniatur pojazdów w skali od 1:64 do 1:18.
Muzeum jest placówką całoroczną. Wstęp jest płatny. Oprócz wystawy oferuje ono również wynajem eksponatów oraz prowadzi serwis Volkswagena.

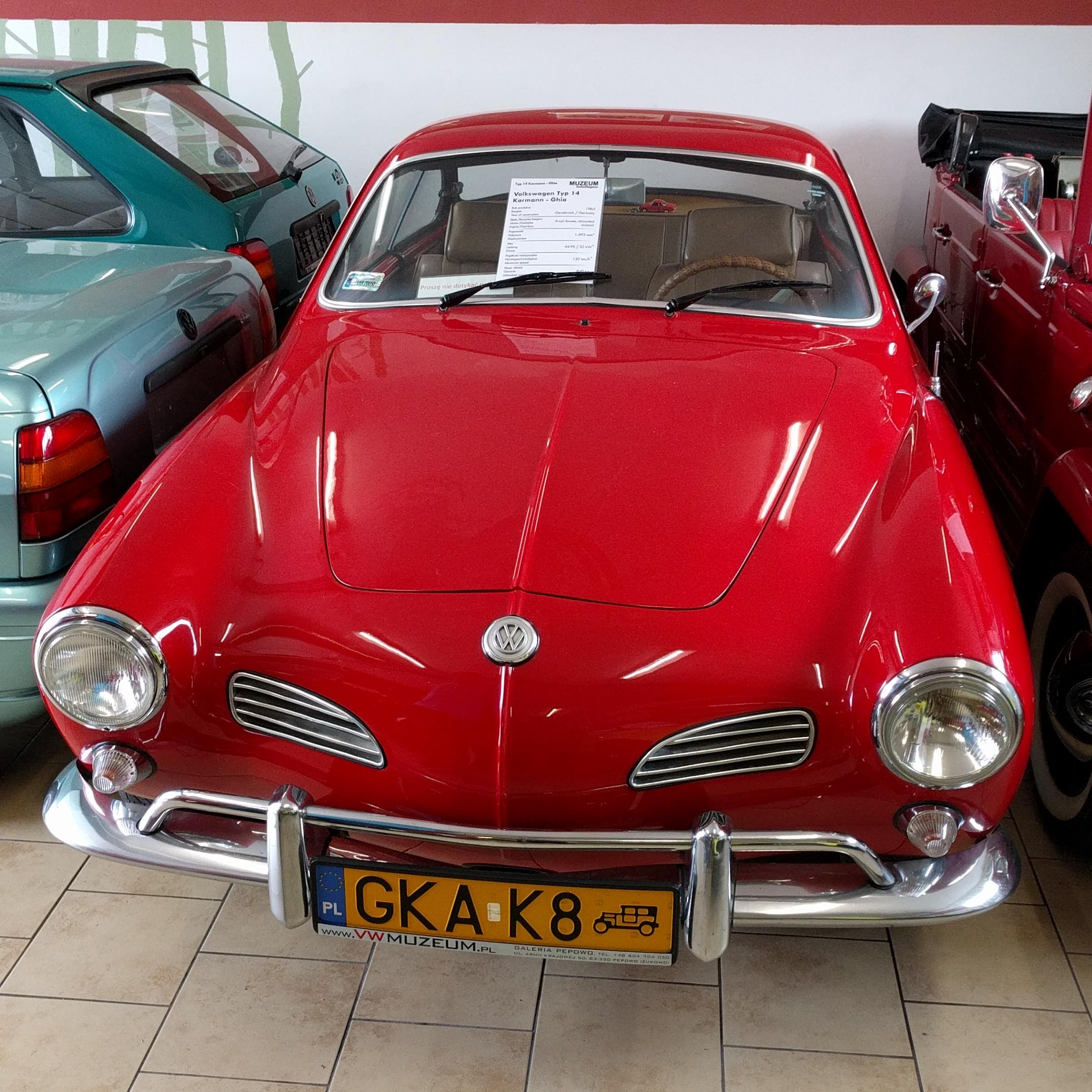
Volkswagen Karmann Ghia
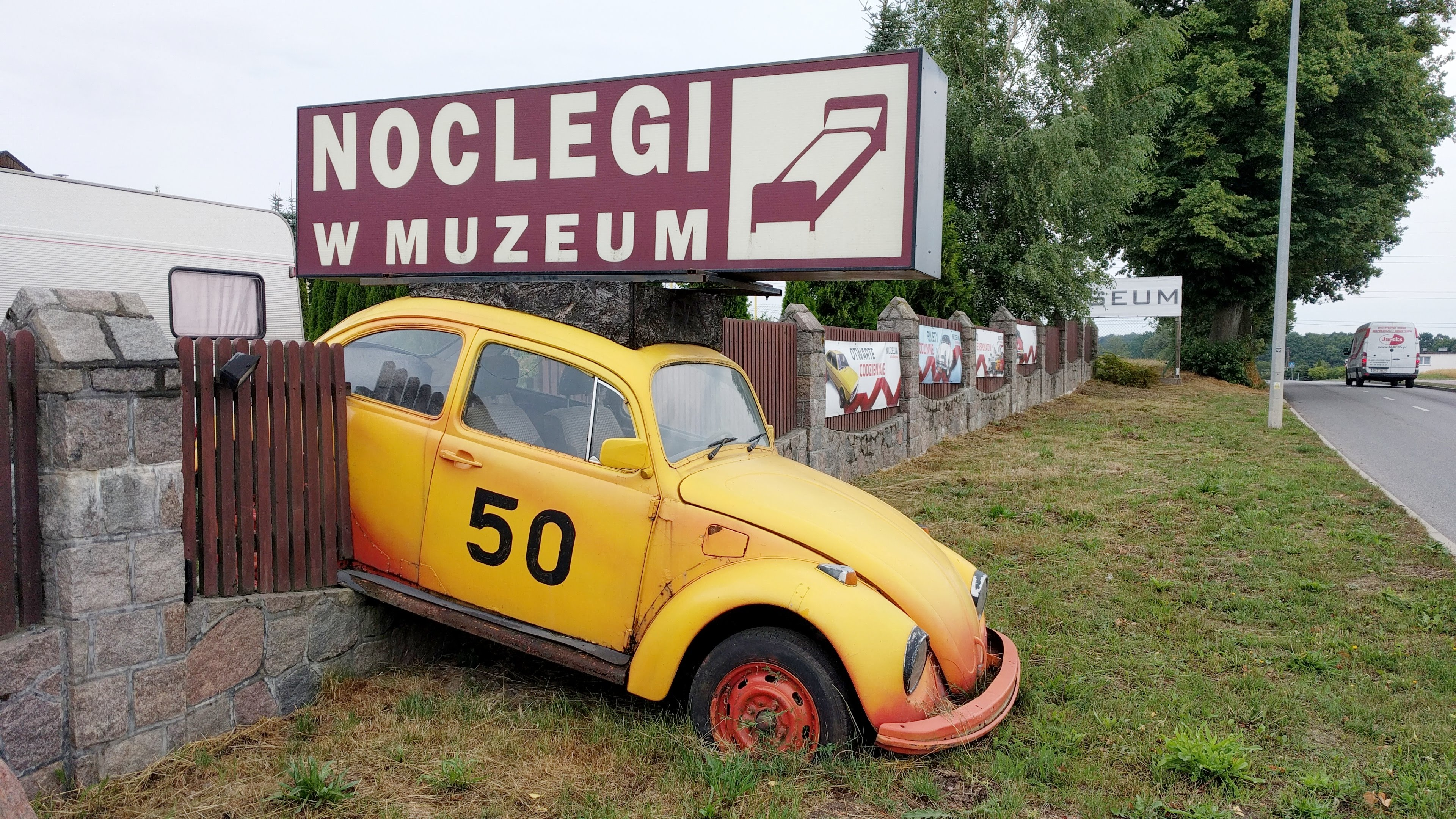
Volkswagen Garbus
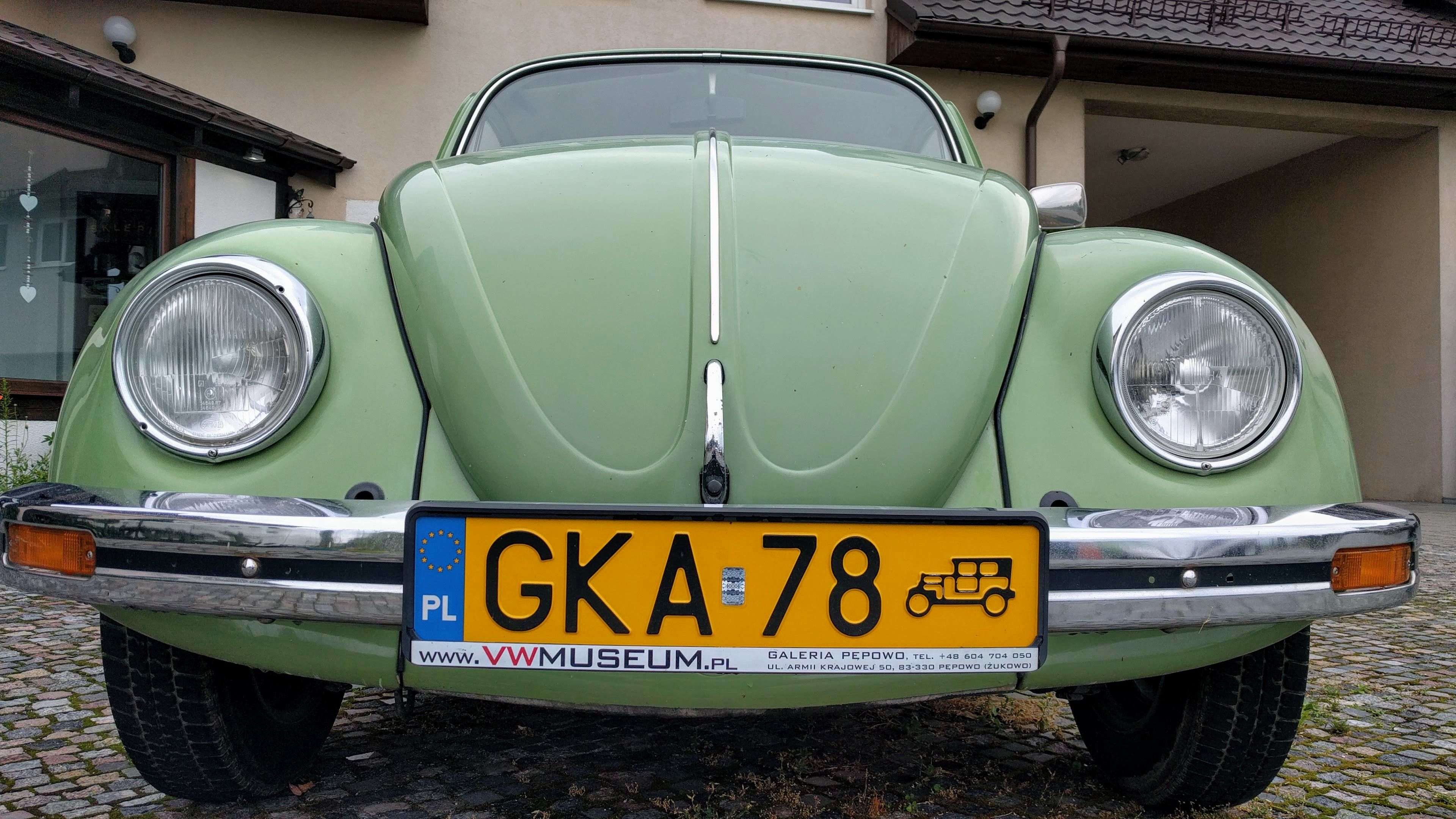
Volkswagen Garbus
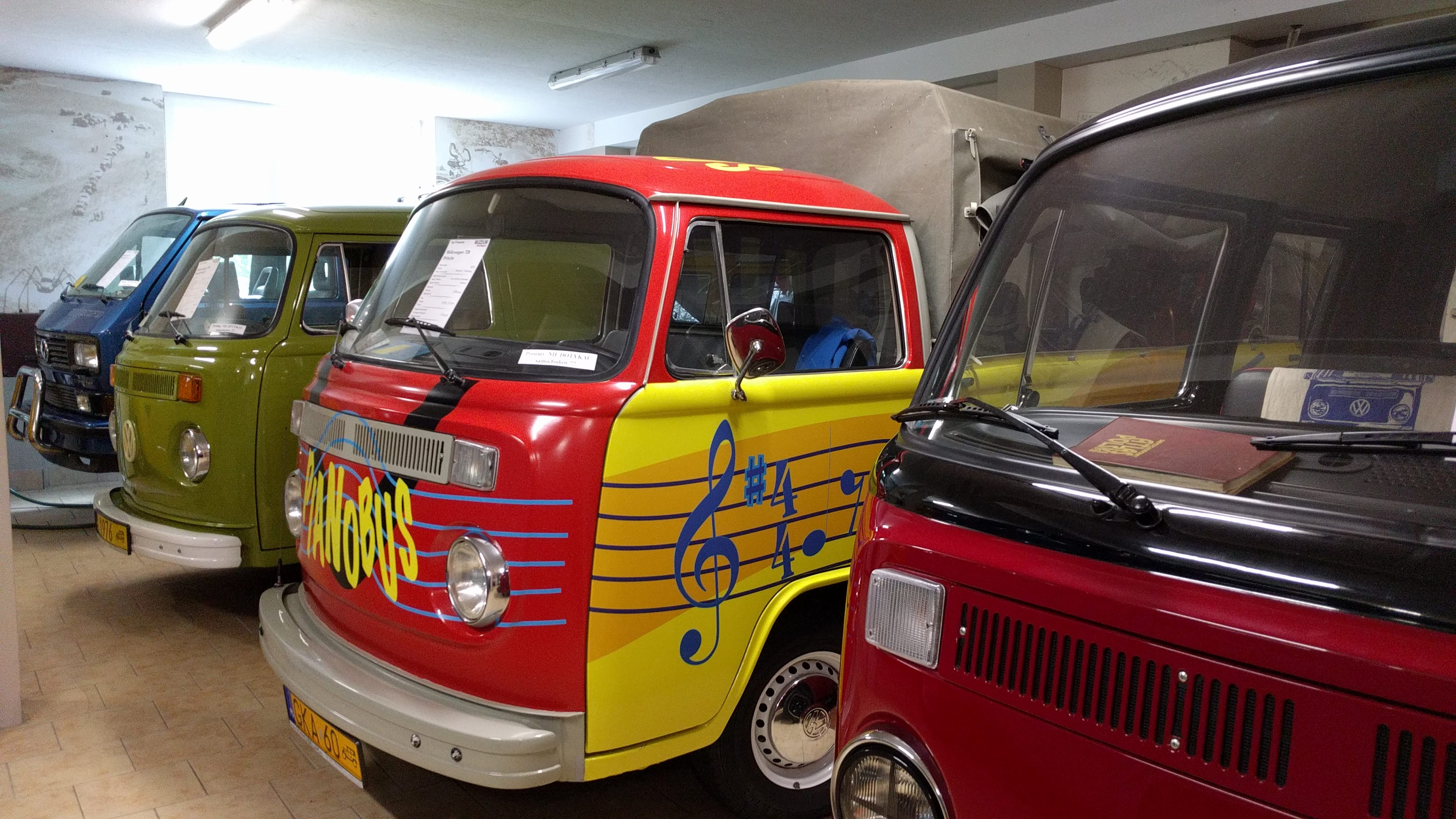
Volkswagen Transporter